# Hubert Michel François Vaillant
Pour les articles homonymes, voir Vaillant.
 (février 2025).
Hubert Michel François Vaillant est un homme politique français né le 15 juillet 1760 à Dijon (Côte-d'Or) et mort le 14 décembre 1823 à Dijon.

## Biographie
Avocat à Dijon en 1782, il est commis à la recette de la ville en 1784. En 1790, il est nommé secrétaire général du département de la Côte-d'Or. Rallié au coup d'État du 18 Brumaire, il est confirmé dans ses fonctions de secrétaire général de la préfecture. Il est député de la Côte-d'Or en 1815, pendant les Cent-Jours. Il est destitué de ses fonctions de secrétaire général de préfecture sous la Seconde Restauration.

## Sources
- « Hubert Michel François Vaillant », dans Adolphe Robert et Gaston Cougny, Dictionnaire des parlementaires français, Edgar Bourloton, 1889-1891 [détail de l’édition]